# Liste von Persönlichkeiten der Stadt Maribor
Die folgende Liste enthält die in der slowenischen Stadt Maribor geborenen, zeitweise lebenden sowie zu Ehrenbürgern ernannten Persönlichkeiten, jeweils chronologisch aufgelistet nach dem Geburtsjahr. Die Liste erhebt keinen Anspruch auf Vollständigkeit.

## Ehrenbürger von Maribor
- 1850: Johann Kaspar von Seiller (1802–1888), Richter, K.u.K.Hof- und Gerichtsadvokat, Gemeinderatsvorsitzender und Bürgermeister von Wien 1851–1861
- 1854: Georg Mally (1793–1858), Gymnasialprofessor in Marburg und Abgeordneter in der Frankfurter Nationalversammlung
- 1871: Friedrich Ferdinand von Beust (1809–1886), Staatsmann[1]
- 1908: Ottokar Kernstock (1848–1928), österreichischer Dichter und Priester – Diese Ehrenbürgerschaft wurde am 22. Juni 2020 aberkannt.[2]
- 1910: Peter Rosegger (1843–1918), österreichischer Schriftsteller und Poet[3][4]
- 1917: Karl Schlöss, Maschinendirektor der Südbahngesellschaft
- 1917: August Ritter von Weeber, Generaldirektor der Südbahngesellschaft

## In Maribor geborene Persönlichkeiten

### Bis 1850
- Johann Jacob Schoy (1686–1732), Bildhauer
- Marian Pittreich (1708–1771), Zisterzienserabt von Rein
- Franz Xaver von Neupauer (1753–1835), Rechtswissenschaftler und Schriftsteller
- Johann Kaspar von Seiller (1802–1888), Richter, Rechtsanwalt und Bürgermeister von Wien
- Hermann Gödel-Lannoy (1820–1892), Gutsbesitzer und Abgeordneter zum Österreichischen Abgeordnetenhaus
- Eduard Janschitz (1827–1882), österreichischer Verleger und Buchdruckereibesitzer
- Wilhelm von Tegetthoff (1827–1871), Marineoffizier, zuletzt Vizeadmiral und Befehlshaber der k.u.k Marine
- Joseph Steiner von Steinstätten (1834–1905), Offizier der k.u.k. Armee, geboren in Wolfsthal, Bezirk Marburg
- Ferdinand Duchatsch (1835–1887), Marburger Bürgermeister, Reichsratsabgeordneter
- Amalie Joachim (1839–1899), Altistin
- Gabriel von Hackl (1843–1926), Maler
- Karl Dolezalek (1843–1930), Ingenieur
- Josef Schmiderer (1845–1927), Realitätenbesitzer und Abgeordneter zum Österreichischen Abgeordnetenhaus
- Ottokar Kernstock (1848–1928), österreichischer Dichter

### 1851 bis 1900
- Ferdinand Wittenbauer (1857–1922), Ingenieur
- Anna Wittula (1861–1918), Schriftstellerin
- Franz Radey von Freydegg (1862–1931), Generalstabsarzt der k.u.k. Armee
- Ignaz Kaup (1870–1944), Sozialhygieniker, Konstitutionsforscher und Hochschullehrer
- Natalie Duesberg (1872–1936), Konzertpianistin und Klavierlehrerin
- Josef Heu (1876–1952), Maler, Bildhauer und Lehrer
- Hilda Knobloch (1880–1960), Schriftstellerin
- Hans Muchitsch (1881–1958), Politiker
- Walter Pfrimer (1881–1968), Rechtsanwalt, Deutschnationaler
- Hugo von Kleinmayr (1882–1973), österreichischer Germanist
- Max Mell (1882–1971), österreichischer Dichter und Schriftsteller
- Dušan Sernec (1882–1952), Politiker
- Rudolf Bommer (1884–1953), Politiker
- Adalbert Lontschar (1885–1947), Generalmajor der Wehrmacht
- Alfred Maderno (Alfred Schmidt) (1886–1960), Schriftsteller und Journalist
- Paul Heigl (1887–1945), Bibliothekar
- Artur Steinwenter (1888–1959), Rechtshistoriker
- Rudolf Egger (1893–1962), Unternehmer
- Pipo Peteln (1893–1973), Druckgrafiker und Landschaftsmaler
- Ladislaus von Rabcewicz (1893–1975), Ingenieur, Erfinder der Neuen Österreichischen Tunnelbaumethode
- Hilda Jesser-Schmid (1894–1985), Malerin, Grafikerin, Textilkünstlerin und Hochschullehrerin
- Heinrich Triebnigg (1896–1969), Ingenieur und Hochschullehrer
- Oskar Begusch (1897–1944), österreichischer Psychiater und SS-Sturmbannführer im Sicherheitsdienst des Reichsführers SS
- Hans Em (1898–1992), Forstwissenschaftler

### 1901 bis 1940
- Wilhelm Schönherr (1902–1975), deutscher Dirigent
- Max Schönherr (1903–1984), Komponist, Dirigent und Kapellmeister
- France Ačko (1904–1974), Kirchenmusiker
- Margarete Hoffer (1906–1991), evangelische Theologin, Gerechte unter den Völkern
- Franz-Josef Binder (1908–1960), österreichischer Motorradrennfahrer und Entwicklungsingenieur
- Harry Kupetz (1909–1978), Schauspieler
- Klaus Oswatitsch (1910–1993), Physiker
- Rudolf Trofenik (1911–1991), Jurist, Verleger, Herausgeber und Autor
- Klaus Mahnert (1913–2005), Politiker
- Horst Freiherr von Engerth (1914–2003), Braumeister, Rektor
- Friedrich G. Kürbisch (1915–1985), österreichischer Bibliothekar und Literaturwissenschaftler
- Elfie Mayerhofer (1917–1992), Filmschauspielerin und Sängerin (die Wiener Nachtigall)
- Andrea Bosic (1919–2012), Schauspieler
- Lizika Jančar (1919–1943), Partisanin
- Gerhard Braunitzer (1921–1989), Biochemiker
- Alice Schoenfeld (1921–2019), Violinistin, Musikpädagogin, Mäzenatin
- Zorko Simčič (* 1921), Schriftsteller, Dramatiker, Dichter, Essayist und Publizist
- Alois Puschnik (1922–2007), Heimatforscher
- Paul Blaha (1925–2002), Autor und Publizist
- Eleonore Schoenfeld (1925–2007), Cellistin, Musikpädagogin
- Kajetan Kovič (1931–2014), Dichter
- Marijan Žužej (1934–2011), Wasserballspieler
- Janez Kocmur (1937–2022), Schwimmer
- Lev Detela (* 1939), Schriftsteller
- Ivan Rebernik (* 1939), Bibliothekar und Diplomat
- Jože Roner (1940–2012), Radrennfahrer

### 1941 bis 1960
- Anton Španinger (* 1941), Radrennfahrer
- Jože Šantavec (* 1942), Radrennfahrer
- Barbara Taufar (* 1943), Journalistin, Diplomatin und Schriftstellerin
- Ivo Vajgl (* 1943), Politiker
- Alfi Nipič (* 1944), Sänger
- Janko Jezovšek-Jizou (* 1945), Komponist, Pädagoge, Verleger, Herausgeber und Veranstalter
- Berta Bojetu Boeta (1946–1997), Schriftstellerin, Lyrikerin und Schauspielerin
- Zdenko Krnić (1947–2010), Schachspieler und -autor
- Biba Teržan (* 1947), Prähistorikerin
- Michael Titze (* 1947), Psychologe und Psychotherapeut
- Drago Jančar (* 1948), Schriftsteller
- Zmago Jelinčič (* 1948), Politiker
- Bogomir Ecker (* 1950), Bildhauer und Objektkünstler, Fotograf und Installationskünstler
- Davorin Kračun (* 1950), Ökonom und Politiker
- Mladen Dolar (* 1951), Philosoph und Psychoanalytiker
- Bojan Postružnik (1952–1989), Bogenschütze
- Danilo Türk (* 1952), Jurist, Diplomat und Politiker; seit 2007 slowenischer Staatspräsident
- Mima Jaušovec (* 1956), Tennisspielerin
- Dejan Pečenko (* 1958), Jazzmusiker
- Zoran Predin (* 1958), Sänger und Songwriter
- Andrej Grabrovec, bekannt als Gaberi (* 1959), Künstler
- Marko Elsner (1960–2020), Fußballspieler
- Zvonko Kurbos (* 1960), Fußballspieler und -trainer

### 1961 bis 1980
- Matjaž Kek (* 1961), Fußballspieler und slowenischer Nationaltrainer
- Tomaž Pandur (1963–2016), Theaterregisseur
- Aleksander Grajf (* 1965), Biathlet
- Georg Mohr (* 1965), Schachspieler
- Darja Švajger (* 1965), Sängerin
- Marko Simeunovič (* 1967), Fußballtorhüter
- Aleš Čeh (* 1968), Fußballspieler
- Matjaž Koželj (* 1970), Schwimmer
- Fredi Bobič (* 1971), Fußballspieler und -manager
- Mladen Dabanovič (* 1971), Fußballspieler
- Robert Lešnik (* 1971), Automobildesigner
- Ante Šimundža (* 1971), Fußballspieler und -trainer
- Zlatko Zahovič (* 1971), Fußballspieler
- Ervin Dragšič (* 1974), Basketballspieler und -trainer
- Aleksander Knavs (* 1975), Fußballspieler
- Katja Koren (* 1975), Skirennläuferin
- Vasko Atanasovski (* 1977), Jazzmusiker
- Jure Golčer (* 1977), Radrennfahrer
- Maja Brkan (* 1979), Juristin
- Mitja Dragšič (* 1979), Skirennläufer
- Benjamin Pratnemer (* 1979), Dartspieler
- Damir Pekič (* 1979), Fußballspieler
- Mojca Rataj (* 1979), slowenisch-bosnische Skirennläuferin
- Rok Kolander (* 1980), Ruderer
- Renata Zamida (* 1980), Kulturmanagerin, Konferenzdolmetscherin und Übersetzerin

### 1981 bis 1990
- Sani Bečirovič (* 1981), Basketballspieler
- Gregor Gazvoda (* 1981), Radrennfahrer
- Luka Petrič (* 1984), Badmintonspieler
- Tanja Petrič (* 1981), Übersetzerin, Literaturkritikerin und Herausgeberin
- Tina Pisnik (* 1981), Tennisspielerin
- Sasha Vujačić (* 1984), Basketballspieler
- Sabina Veit (* 1985), Sprinterin
- Marko Črnčec (* 1986), Jazzmusiker
- Dragan Jelić (* 1986), Fußballspieler
- Rok Kronaveter (* 1986), Fußballspieler
- Matevž Kamnik (* 1987), Volleyballspieler
- Luka Šulić (* 1987), kroatisch-slowenischer Cellist
- Rene Mihelič (* 1988), Fußballspieler
- Jan Muršak (* 1988), Eishockeyspieler
- Uroš Prah (* 1988), Lyriker, Schriftsteller und Redakteur
- Vid Belec (* 1990), Fußballspieler
- Rene Krhin (* 1990), Fußballspieler
- Tadeja Majerič (* 1990), Tennisspielerin
- Ilka Štuhec (* 1990), Skirennläuferin
- Ana Svetel (* 1990), Schriftstellerin, Kulturanthropologin und Ethnologin

### 1991 bis 2000
- Polona Hercog (* 1991), Tennisspielerin
- Marjan Jelenko (* 1991), Nordischer Kombinierer
- Maja Keuc (* 1992), Sängerin, Vertreterin Sloweniens beim Eurovision Songcontest 2011
- Rok Leber (* 1992), Eishockeyspieler
- Dominika Čonč (* 1993), Fußballspielerin
- Anel Hajrić (* 1996), bosnisch-slowenischer Fußballspieler
- Nik Mršič (* 1996), Fußballspieler
- Tjaša Stanko (* 1997), Handballspielerin
- Špela Kolbl (* 1998), Fußballspielerin
- Aljaž Ploj (* 1998), Fußballspieler
- Jan Drozg (* 1999), Eishockeyspieler
- Luka Koblar (* 1999), Fußballspieler
- Sara Makovec (* 2000), Fußballspielerin

### Ab 2001
- Jerneja Brecl (* 2001), Skispringerin
- Zala Meršnik (* 2001), Fußballspielerin
- Nik Prelec (* 2001), Fußballspieler

## Persönlichkeiten, die in der Stadt gewirkt haben
- Anton Martin Slomšek (1800–1862), Bischof von Lavant/Maribor
- Maksimilijan Držečnik (1903–1978), Bischof von Maribor
- Janko Držečnik (1913–2001), Thoraxchirurg
- Edward Clug, (* 1973), rumänischer Tänzer und Choreograf